# Lena Schrum
Lena Schrum (* 10. Januar 1991 in Heide) ist eine ehemalige deutsche Fußballspielerin und Unternehmerin.

## Sportliche Karriere
Über die Stationen Holstein Pahlen und Heider SV wechselte Schrum im Sommer 2007 in die 2. Bundesliga Nord zu Holstein Kiel. Bei den Kielerinnen wurde sie auf Anhieb zur Stammspielerin und bestritt in drei Jahren 63 von 66 möglichen Zweitligapartien und kam auch in den beiden Relegationsspielen gegen den FFC Wacker München zum Einsatz. Zudem gehörte sie in dieser Zeit regelmäßig zum Aufgebot des Schleswig-Holsteinischen Fußballverbands bei verschiedenen Länderpokalen.
Im Sommer 2010 wechselte Schrum dann gemeinsam mit Teamkollegin Rachel Rinast zum 1. FC Köln in die 2. Bundesliga Süd. Nachdem sie mit der Mannschaft in den Saisons 2010/11, 2012/13 und 2013/14 jeweils Vizemeister geworden war, gelang ihr 2014/15 als ungeschlagener Meister den Aufstieg in die Bundesliga. Am 30. August 2015 (1. Spieltag) gab sie im Auswärtsspiel gegen Werder Bremen ihr Bundesligadebüt.
Nach dem direkten Wiederabstieg Kölns unterzeichnete Schrum zur Saison 2016/17 einen Vertrag bei Bayer 04 Leverkusen. Nach einer verletzungsreichen Saison 2016/17 beendete sie ihre aktive sportliche Karriere.

## Sonstige Aktivitäten
Nach einer Tätigkeit im Brand und Retail Marketing des Sportartikelherstellers Nike gründete Schrum mit einer Partnerin zum Jahresbeginn 2019 das in Berlin ansässige Plattform-Unternehmen aware The Platform GmbH für Netzwerken und Wissenstransfer im Nachhaltigkeitsmanagement.
Ende November 2021 wurde Schrum in den Aufsichtsrat der HSV Fußball AG gewählt, in die die Lizenzspielerabteilung des Hamburger SV ausgegliedert ist.

## Erfolge
- Meister 2. Bundesliga Süd 2014/15 und Aufstieg in die Bundesliga (mit dem 1. FC Köln)